# Лейбористская партия (Мальта)
Лейбористская партия Мальты (англ. Labour Party, мальт. Partit Laburista) — одна из двух основных политических партий Мальты (наряду с Националистической партией), придерживающаяся социал-демократической ориентации.

## История
Партия была основана 15 октября 1920 года и выражала первоначально интересы портовых рабочих, католической церкви и приверженцев мальтийского языка, не имевшего в то время официального статуса. Основу партии составили члены профсоюза докеров, и её первый съезд состоялся 15 марта 1921 года. Лидером партии стал Уильям Савона. Первоначально Лейбористская партия называлась Партией рабочих (мальт. Partit tal-Haddiema). В 1921 году партия получила на первых парламентских выборах 7 мест в парламенте, однако постепенно её присутствие во власти снизилось — до 1 места в 1932 году. В 1927—1932 годах партия входила в правительственную коалицию с пробританской Конституционной партией премьер-министра Джеральда Стрикленда. В 1927 году новым лидером был избран Пол Боффа, уменьшивший связи с церковью. Новая программа партии включала требования отмены сената и введения права голоса для женщин. На первых общедоступных для всех мужчин старше 21 года выборах в Генеральный совет в ноябре 1945 года лейбористы получили 9 мест из 10, однако в следующем году депутаты-лейбористы ушли в отставку в знак протеста против массовых увольнений портовых рабочих.
После восстановления самоуправления в октябре 1947 года лейбористы при поддержке Генерального рабочего союза Мальты получили 59,8 % голосов и 24 из 40 мест в парламенте и сформировали правительство, где Боффа стал премьер-министром, а Доминик Минтофф — его заместителем. Правительство Боффы начало создание социальной системы на островах, однако разногласия между пробританским Боффой и более националистическим Минтоффом привели к расколу партии в 1949 году, в результате чего Боффа со своими сторонниками образовал Мальтийскую рабочую партию, которая с 1950 по 1955 год формировала недолговечные правительства с консервативными националистами, а в 1955 году распалась, и лейбористы, реорганизовавшиеся под руководством Минтоффа, вновь сформировали однопартийное правительство. Правительство Минтоффа взяло курс на равноправную интеграцию с Великобританией, однако безуспешный из-за оппозиции со стороны церкви референдум по этому вопросу, проведённый в 1956 году, и массовые забастовки портовых рабочих привели к отставке Минтоффа в 1958 году и восстановлению на Мальте колониального правления.
После восстановления самоуправления, а затем получения страной независимости в 1964 году, Лейбористская партия находилась в оппозиции в 1962—1971 годах и налаживала контакты со странами «третьего мира». Обвиняя церковь в провале политики интеграции, лейбористы находились с ней в конфликте, что способствовало падению популярности партии. Лейбористская партия в этот период пережила два раскола: в 1961 году из её состава вышла Христианская рабочая партия, а в 1969 — Коммунистическая партия Мальты. После преодоления разногласий в 1969 году лейбористам удалось победить на выборах в 1971, а затем и в 1976, и Минтофф вновь сформировал правительство. Основными приоритетами его левой политики были национализация и пересмотр соглашений с Великобританией. Был узаконен гражданский брак, декриминализована гомосексуальность, улучшена социальная сфера, введена равная оплата труда для мужчин и женщин. В 1974 году Мальта стала республикой. В 1981 на очередных выборах лейбористы одержали победу, но националисты получили больше голосов и отказались занимать места в парламенте. Предложение Минтоффа о проведении досрочных выборов не встретило поддержки у его однопартийцев, и в 1984 он ушёл в отставку, уступив пост Кармену Мифсуду Бонничи. Бонничи провёл реформу, которая предоставляла партии, получившей большинство голосов при минимальном отрыве от основной соперницы, дополнительные четыре места в Палате представителей, однако лейбористы проиграли выборы 1987 года.
В 1992 году новым лидером партии был избран Альфред Сант, который занялся её реорганизацией. Были учреждены собственные радио- и телестанция. В итоге на выборах 1996 года лейбористы победили с перевесом в одно место благодаря закону Бонничи. Однако уже через два года, при спорном голосовании по вопросу о строительстве порта, Коттонера Минтофф проголосовал против, тем самым провалив законопроект. Сант, воспринявший это как вотум недоверия, попросил президента о роспуске парламенте, и лейбористы, проиграв досрочные выборы, с тех пор находятся в оппозиции. В 2003 году Лейбористская партия агитировала на референдуме против вступления Мальты в ЕС, однако проиграла.
На выборах в Европарламент лейбористы получили 3 места в 2004 году и 4 места в 2009, оба раза победив.
В результате выборов 2013 года стала правящей партией, получив 39 из 69 депутатских мест в парламенте.

## Лидеры партии
- 1921—1927, Уильям Савона
- 1927, Майкл Дандон (Парламентский лидер партии из-за потери мандата Савоной)
- 1927—1949, Пол Боффа
- 1949—1984, Доминик Минтофф
- 1984—1992, Кармену Мифсуд Бонничи
- 1992—2008, Альфред Сант
- 2008, Чарльз Мангион (исполняющий обязанности с 10 марта по 6 июня 2008, парламентский лидер с 6 июня по 1 октября 2008)
- 2008—2020, Джозеф Мускат
- 2020— настоящее время, Роберт Абела